# Cary, Mississippi
Cary là một thành phố thuộc quận Sharkey, tiểu bang Mississippi, Hoa Kỳ. Năm 2010, dân số của thành phố này là 313 người.

## Dân số
- Dân số năm 2000: 427 người.
- Dân số năm 2010: 313 người.